# Rosa moschata
Rosa moschata (троянда мускусна) — вид рослин з родини трояндових (Rosaceae).

## Опис
Кущ заввишки до 2 метрів. Листки подовжені й сіро-зелені, складаються з п'яти-дев'яти листочків. Квітки в нещільних суцвіттях, ароматні.

## Поширення
Вид зростає в південно-західній Азії.

## Таксономія
Синоніми: Rosa arborea Pers., Rosa broteroi Tratt., Rosa brownii Tratt., Rosa brunonii Lindl., Rosa glandulifera Roxb., Rosa manuelii Losa, Rosa nepalensis Andrews, Rosa opsostemma Ehrh., Rosa pissardi Carrière, Rosa recurva Roxb. ex Lindl., Rosa ruscinonensis Gren. & Déségl. ex Déségl.